# Volmerange-lès-Boulay
Volmerange-lès-Boulay é uma comuna francesa na região administrativa de Grande Leste, no departamento de Mosela. Estende-se por uma área de 5,96 km². Em 2010 a comuna tinha 577 habitantes (densidade: 96,8 hab./km²).